# Joachim Fuchsberger
Joachim Fuchsberger (Stoccarda, 11 marzo 1927 – Grünwald, 11 settembre 2014) è stato un attore tedesco.
È noto al pubblico tedesco per aver interpretato una serie di film basati sulle opere di Edgar Wallace, in genere nei panni di un ispettore di Scotland Yard.

## Filmografia parziale

### Cinema
- 08/15, regia di Paul May (1954)
- Ascoltami, regia di Carlo Campogalliani (1957)
- I diavoli verdi di Montecassino (Die grünen Teufel von Monte Cassino), regia di Harald Reinl (1958)
- Il segreto del narciso d'oro (Das Geheimnis der gelben Narzissen), regia di Ákos Ráthonyi (1961)
- La valle delle ombre rosse (Der Letzte Mohikaner), regia di Harald Reinl (1965)
- Fu Manchu A.S.3 - Operazione tigre (The Face of Fu Manchu), regia di Don Sharp (1965)
- Io la conoscevo bene, regia di Antonio Pietrangeli (1965)
- La battaglia dei Mods, regia di Franco Montemurro (1966)
- 100 ragazze per un playboy (Bel Ami 2000 oder Wie verführt man einen Playboy), regia di Michael Pfleghar (1966)
- Una bara per Ringo (Wer kennt Johnny R.?), regia di José Luis Madrid (1966)
- Il fantasma di Londra (Der Mönch mit der Peitsche), regia di Alfred Vohrer (1967)
- Il teschio di Londra (Im Banne des Unheimlichen), regia di Alfred Vohrer (1968)
- Commandos, regia di Armando Crispino (1968)
- Contronatura, regia di Antonio Margheriti (1969)
- Cosa avete fatto a Solange?, regia di Massimo Dallamano (1972)

### Televisione
- Il grande fuoco – miniserie TV, 4 episodi (1995)
- Il quarto re, regia di Stefano Reali – film TV (1998)
- Il cuore e la spada – miniserie TV, 2 episodi (1998)

## Doppiatori italiani
Nelle versioni in italiano dei suoi film, Joachim Fuchsberger è stato doppiato da:
- Sergio Graziani in Il grande fuoco
- Pino Locchi in La valle delle ombre rosse
- Aldo Giuffré in Io la conoscevo bene
- Rolf Tasna in La battaglia dei Mods
- Giuseppe Rinaldi in 100 ragazze per un playboy